# Rei Hino
Rei Hino (火野 レイ Hino Rei) alias Sailor Mars (セーラーマーズ, Sērā Māzu) (o "Guerrero Marte" en España) es un personaje de la serie de manga, Sailor Moon. Sailor Mars es una justiciera que puede manipular el fuego y posee un  sexto sentido para percibir el peligro. Dentro del grupo de Sailor Senshi del Sistema Solar, Sailor Mars pertenece al equipo de las Sailor Senshi del Sistema Solar Interno; quienes han protegido a Sailor Moon desde los tiempos del Reino de la Luna hasta el presente.
Como la joven Rei Hino, ella es una estudiante de secundaria que tiene la habilidad de percepción extrasensorial y se desempeña como miko en un templo sintoísta; hasta que un día conoce a la protagonista de la serie, Usagi Tsukino. Usagi, quien ya había empezado a adoptar la identidad alterna como la guerrera "Sailor Moon", ayuda a Rei a descubrir que sus habilidades se deben a un oculto poder para transformarse también ella en una justiciera, "Sailor Mars". Más adelante, se descubre que la razón por la que Rei puede transformarse de esta forma es porque ella es en realidad la reencarnación de Sailor Mars, una guerrera del tipo Sailor Senshi que provenía del planeta Marte y protegía a la princesa de un reino llamado el Milenio de Plata en su vida pasada.
Cada vez que se transforma en esta guerrera, Rei adquiere nuevos poderes sobrenaturales para combatir el mal. Por esta razón, ella se une al grupo de justicieras formado por Usagi y sus demás compañeras; adoptando el nombre y apariencia de Sailor Mars cada vez que se enfrentan a un nuevo enemigo.

## Perfil
Rei Hino es una temperamental chica que estudia secundaria en el prestigioso colegio católico "Private Girls T.A.". Vive con su abuelo en el templo Hikawa, en donde se desempeña como doncella; su padre es un político que viaja mucho y nunca lo ve y su madre murió cuando era muy pequeña. Rei tiene poderes psíquicos y puede detectar las presencias malignas.
Puede además prever el futuro por medio de la lectura del fuego, el cual es además su elemento de pelea. Le gusta meditar, leer y su animal favorito es el panda, su materia favorita es Escrituras Antiguas, la piedra que más le gusta es el Rubí y también es buena componiendo canciones; tiene dos cuervos como mascotas: Phobos y Deimos, sus nombres provienen de los dos satélites que tiene el planeta Marte. A Rei no le gustan los comentarios sin sentido de Usagi, ni tampoco ver la televisión. Mucho menos le agrada la actitud de su abuelo, quien siempre quiere atraer a chicas hermosas al templo para que trabajen como doncellas.
Cuando Jedite planea usar el templo Hikawa como centro para reunir energía por medio de unos amuletos, no sabe que lo único que ocasionará es que la tercera inner senshi sea encontrada. Usagi y Ami deben investigar la extraña desaparición de unos autobuses llenos de pasajeros; luego Usagi y Luna van al templo a comprar amuletos, Luna ve a Rei que es la princesa del planeta Marte. Entonces le deja su pluma de transformación, la cual, en los momentos de peligro, la convertirá en la sailor scout del fuego. Entonces Rei pasará de ser una doncella con habilidades mentales a convertirse en Sailor Mars, que usa el fuego como elemento de combate.
Como Rei es muy temperamental y tiene un carácter muy especial, siempre tiene diferencias con Serena y siempre están peleando por todo, pero en el fondo son las mejores amigas. Rei también estaba enamorada de Tuxedo Kamen, incluso fue la primera novia de Mamoru, los cuales sostuvieron una relación hermosa pero por muy poco tiempo. Aunque tiene un temperamento fuerte, también es muy centrada y es quien se encarga de poner en orden a las otras Sailor scouts cuando las cosas no andan muy bien, ella es la más independiente de todas y por eso no le agradan las mujeres que dependen de los hombres.

## Variaciones
La personalidad de Rei fue quizás la más cambiada cuando se adaptó el manga a la versión animada. En el manga ella es mucho más tranquila y comprensiva y rara vez suelta sus rabietas, ella no desea ser famosa ni nada de eso, solo desea ser una sacerdotisa consagrada a su templo. Además nunca salió con Mamoru ni con Yuichiro (Nicólas en Latinoamérica) si no que desconfía de los hombres ya que el hombre que amaba, Kaido, le rompió el corazón. Las peleas con Usagi que se ven en el anime se hacen notar por su ausencia, así como también la peculiar relación entre ambas ya que en el manga es con Minako con quien Rei se lleva mejor y tiene una muy buena amistad.
Cabe mencionar, que su desconfianza hacia los hombres se debe también porque en el Milenio de Plata ella hizo voto de castidad hacia la Princesa Serenity. Es el personaje favorito de Naoko Takeuchi, la autora, ya que según ella "es una sacerdotisa, usa tacones y es el prototipo de mujer ideal".

## Aspectos y formas
Debido a que Rei Hino es un personaje con diferentes encarnaciones, poderes especiales y transformaciones, y una vida más larga de lo normal que abarca desde la era del Milenio de Plata hasta el siglo XXX, ella asume diferentes aspectos e identidades a medida que la serie avanza.

### Sailor Mars

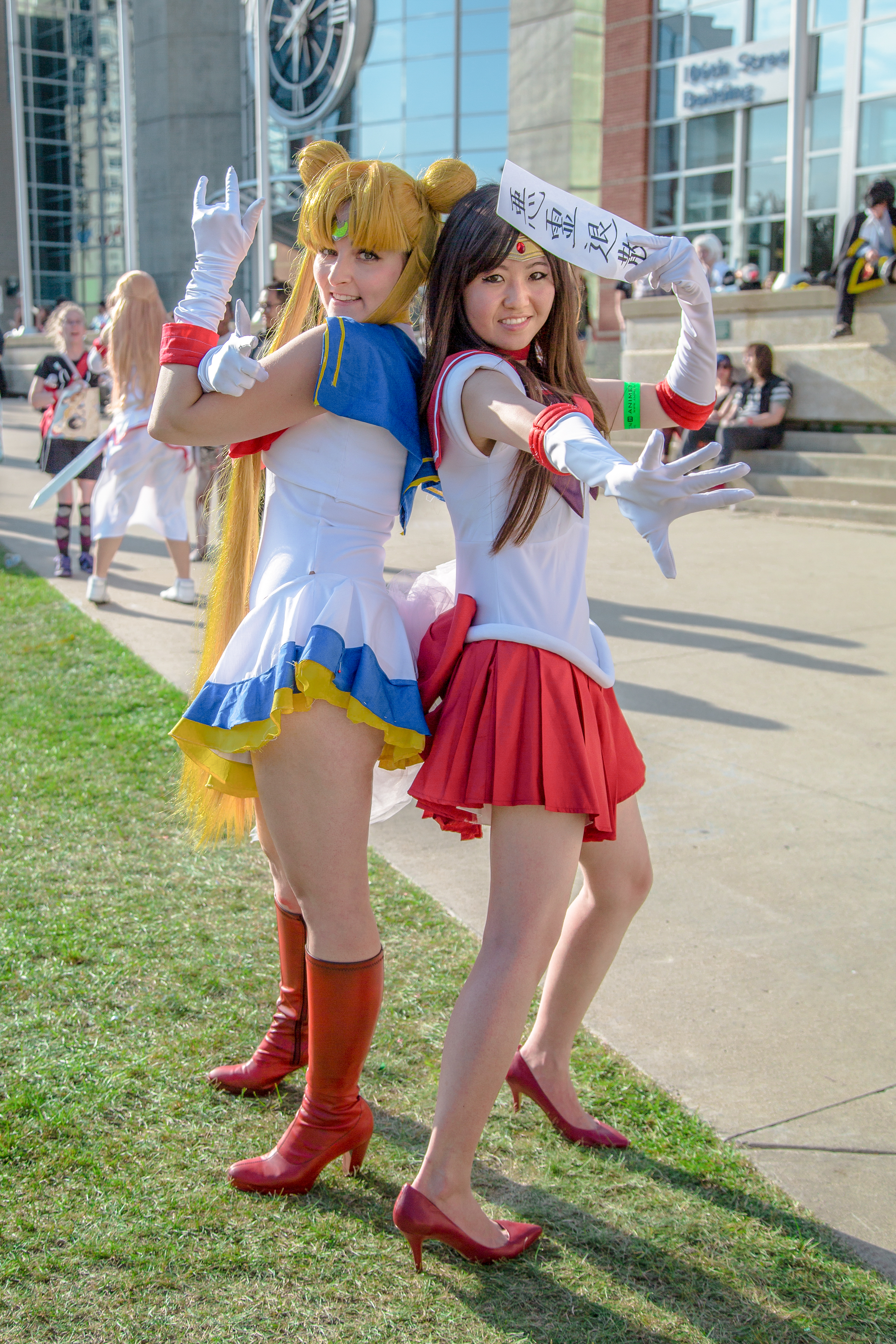
imagen de unas Cosplayers interpretando a Sailor Moon y Sailor Mars.

Es la identidad de Rei como guerrera Sailor Senshi. Proviene del planeta Marte y  y lleva un uniforme compuesto de un leotardo blanco con un collar rojo de marinero, falda roja, un moño violeta en el pecho, guantes blancos rematados en un borde rojo en el codo y zapatos de charol rojos de tacón alto. En el manga y en la serie live action, tiene además una joya roja en el centro del borde de la pollera (en la zona debajo del ombligo, sobre la cintura). 
Sailor Mars es definida como la "Guerrera del Fuego y de la Pasión", y como la "Guerrera de la Guerra", Es una de las Sailor Senshi del Sistema Solar y una de las ocho guerreras que siguen a Sailor Moon, la protagonista. También es, junto a Sailor Mercury, Sailor Jupiter y Sailor Venus; una de las cuatro guerreras del Sistema Solar Interno, protectoras de Serenity, la Princesa de la Luna, desde los tiempos en que existía en la Luna el antiguo reino del Milenio de Plata.
A medida que se hace más fuerte mientras avanza la serie, Sailor Mars obtiene poderes adicionales. En ciertos momentos clave, su uniforme cambia para reflejar esto, adoptando apariencia similar al uniforme de Sailor Moon. La primera vez que ella y las demás reciben nuevos poderes, dicho uniforme adopta una apariencia similar al de Super Sailor Moon (en la cuarta temporada), y la segunda vez, solo en el manga, una similar al de Eternal Sailor Moon (en la última temporada).

#### En el Milenio de Plata
Rei es, como el resto de las protagonistas, la reencarnación de una de las ocho guerreras que vivieron para proteger antiguo Milenio de Plata, el Reino de la Luna en su vida pasada. En esos tiempos, cada planeta del Sistema Solar poseía una guerrera Sailor Senshi que lo protegía, y todas estas guerreras se unían para proteger en conjunto a todo el Sistema Solar. A su vez, las guerreras se subordinaban a la autoridad de la dinastía real del Milenio de Plata, es decir la familia real de la Luna, quienes eran los guardianes más abnegados y poderosos de todo el Sistema. En su vida anterior como Sailor Mars, Rei vivía en el Milenio de Plata junto a sus compañeras, las otras guerreras. Una vez que este reino fue destruido, ella fue una de las que renacieron en la Tierra del siglo XX junto con Serenity, la princesa del antiguo Milenio de Plata, y su corte. Cuando renace en el planeta Tierra en el siglo XX, Sailor Mars continúa su labor como una de las Sailor Senshi del Sistema Solar Interno al combatir el mal y proteger a la reencarnación de la Princesa Serenity, la protagonista Usagi Tsukino también conocida como "Sailor Moon".

#### En la historia deSailor Moon
Como la reencarnación de una de las guerreras del Milenio de Plata, Rei empieza a manifestar los poderes que tenía en su vida pasada cuando ella y Sailor Moon son atacadas por un enemigo. La gata Luna le entrega una pluma al notar el signo de Marte en su frente durante la pelea, y es por medio de este objeto que ella puede convertirse en Sailor Mars por primera vez en la serie. Como la justiciera Sailor Mars, ella ayuda a Sailor Moon a derrotar a su oponente. Entonces Luna le explica a Rei que a partir de ahora ella es la guerrera con el poder del fuego y la pasión, siendo la única que puede usar estas habilidades para combatir el mal, por lo cual será una aliada sumamente valiosa en las batallas que se presenten.

Imagen de las partes del uniforme de Sailor Mars

En la primera temporada, tanto en el manga como en la serie de anime, Sailor Mars al igual que sus compañeras (Sailor Mercury, Jupiter y Venus) se sacrifica para proteger a Sailor Moon y ayudarla a vencer a un poderoso enemigo: la reina Metalia del Dark Kingdom (Negaverso). Una vez que Metalia es derrotada, las cuatro son resucitadas por Sailor Moon con el poder de su Cristal de Plata. Tras la desaparición de estos villanos, sin embargo, Rei continúa transformándose para luchar como Sailor Mars, en la segunda temporada; aunque esta vez contra un nuevo grupo de antagonistas, el grupo "Black Moon". Es entonces cuando conoce a Chibiusa y acaba por viajar por el tiempo al siglo 30, donde ayuda a Sailor Moon a salvar a la Tierra del futuro de los planes de este malévolo grupo. Por otra parte, allí descubre que en el siglo XXX Usagi (es decir, Sailor Moon) como la reencarnación de la antigua Princesa Serenity de la Luna, ascenderá al trono de un nuevo reino del Milenio de Plata, con el nombre de Neo Reina Serenity, y vivirá junto a Sailor Jupiter, Sailor Venus, Sailor Mercury y Sailor Mars en un lugar llamado Tokio de Cristal. 
Después de eso, además, Sailor Mars y sus compañeras conocen a las Sailor Senshi del Sistema Solar Externo, con quienes ayudan a Sailor Moon a vencer consecutivamente a otros enemigos, entre ellos los Death Busters y sus sirvientes, las Brujas 5; así como el Circo Dead Moon y las Sailor Animamates junto a su líder, Sailor Galaxia. El personaje de Rei o Sailor Mars entonces muere temporalmente, junto con otras de las justicieras, a manos de los últimos adversarios de la serie, el imperio de Shadow Galactica; pero finalmente ella y las demás son resucitadas por medio del poder de sus semillas estelares o cristales sailor. La serie termina con la derrota de Shadow Galactica, luego de la cual Sailor Mars y las demás vuelven a vivir tranquilamente.
En la serie, por otra parte, se establece desde muy temprano que Rei y las demás guerreras del Sistema Solar Interno permanecerán siempre, y de manera voluntaria, al lado de Usagi; incluso en el lejano futuro del siglo 30 que visitan en la segunda temporada. Una vez que corroboran que Sailor Mars, Venus, Mercury y Jupiter vivirán junto a la contraparte futura de ésta, la "Neo-Reina Serenity", en una utópica ciudad llamada Tokio de Cristal (o "Crystal Tokyo"); Rei y sus compañeras empiezan a concebir el luchar por la realización de tal futuro como su nueva meta, parte fundamental de su misión como justicieras y Sailor Senshi.

### Princesa Marte
Además de guerrera reencarnada del reino del Milenio de Plata, Rei es en realidad la princesa del planeta Marte. En el manga, al igual que a las demás guerreras, se representa a Sailor Mars como princesa de su planeta de origen desde tiempos antiguos. Posee un palacio real en el planeta Marte, denominado "Castillo Fobos y Deimos" y recibe el nombre de Princesa Marte. Para identificarse oficialmente como la princesa de su planeta, ella lleva un largo vestido de color rojo -- Rei aparece de este modo en el Acto 41 del manga original y en materiales adicionales.

## Poderes y artículos de combate

### Habilidades
- Detección de auras malignas.
- Paralización de enemigos por medio de pergaminos Ofuda.
- Yamato (fuego de dragón).

### Ítems
- Pluma transformadora, la utiliza para convertirse en Sailor Mars; a medida que ella va obteniendo transformaciones más poderosas, su pluma es reemplazada por una más poderosa, como el Bastón de Poder Estelar y luego su Cristal de Marte (solo en el manga) que en el animé es reemplazado por la Varita de Transformación de Cristal que le entrega Helios.
- Talismán (Aku ryo Tai-san). Pergamino con escrituras de los dioses que paralizan al enemigo. Este ataque lo puede emplear aun sin ser sailor, pero adquiere más fuerza cuando se transforma).
- Saeta llameante de Marte, utilizada para su ataque llamado Saeta Llameante de Marte (presentada como un ítem en la versión del manga y obtenida en la Saga del Circo de Death Moon y Sailor Moon SS).

### Transformaciones
Para transformarse en Sailor Mars, sus frases varían a lo largo de las 5 temporadas del anime y de toda la historia durante el manga:
- Mars Power, Make Up! Traducido como "¡Poder de Marte, Maquíllame!" (Otorgado por la gata Luna)
- Mars Star Power, Make Up! Traducido como "¡Poder estelar de Marte, Maquíllame!" (Otorgado por Luna y Artemis)
- Mars Planet Power! Traducido como "¡¡Poder del Planeta Marte, Maquíllame!!" (Transformación que aparece solo en el manga, gracias a que al final de la Saga de Black Moon la Neo Reina Serenity le otorga un nuevo poder, y que ella utiliza por primera vez en la Saga de los Cazadores de la Muerte o Death Busters).
- Mars Crystal Power, Make Up! Traducido como "¡Poder del cristal de Marte, Maquíllame!" (Nueva transformación obtenida gracias a la Varita de Transformación que le entrega Helios en el anime, y a su cristal sailor, el Cristal de Marte, que le entregan sus guardianas Phobos y Deimos en el manga)
- Anime (España)
  - Primera transformación se tradujo como "¡Planeta Marte! ¡Dame el Poder!"
  - Cuarta transformación: "Cristal de Marte, ¡dame el poder!"

### Técnicas de ataque
| Sailor Mars        |                              | | |
| Ataque Original    | Traducción                   | Traducción España | Traducción México                                                                                                   |
| Fire Soul!         | Alma de fuego                | ¡Fuego!(Cap.10) Rayo... ¡Fuego! | Fuego De Marte Enciéndete                                                                                           |
| Fire Soul Bird!    | Pájaro del alma de fuego     | Fuego... ¡Al corazón! Pájaro de fuego... ¡Ataca!(Cap.59)                                                                            | Por el poder que me han otorgado mis antepasados yo te castigo en el nombre de la Luna, ¡Fuego de Marte Enciendete! |
| Burning Mandala!   | Mandalá Llameante            | Fuego Destructor... ¡Al ataque! Rayo Fuego Rayo de Fuego ¡Al ataque!(Cap.143)                                                       | Fuego Sagrado de Marte ¡Enciéndete! Mandalá Ardiente (Sailor Moon Crystal)                                          |
| Mars Snake Fire!   | Serpiente Llameante de Marte | | ¡Mars Serpiente de Fuego!                                                                                           |
| Mars Flame Sniper! | Saeta Llameante de Marte     | ¡Marte Flecha de Fuego! ¡Flecha de Fuego! ¡Guerrero Marte! Flecha de... ¡Fuego!(Cap.171) ¡Marte, Lanzallamas! (Sailor Moon Eternal) | ¡Saeta Llameante de Marte!                                                                                          |
| Hebi kaen          | Llamas de serpiente          | | |
| Akuryou taisan     | Espectro viviente            | Espíritu maligno ¡Vete! ¡Maldición dispersate! ¡Akurio Taisan (Sailor Moon Eternal)                                                 | ¡Akurio Taisan! (Sailor Moon Crystal) ¡Espíritu maligno, desaparece!                                                |
| Petanko osatsu     |                              | | |
| Youma taisan       | Espíritu maléfico viviente   | | |

### Guardianes
Solo en la versión del manga se revela que los dos cuervos mascota de Rei pueden adoptar forma humana como sus guardianas, Phobos y Deimos.

## Datos extra sobre Rei Hino
- Significado aproximado del nombre: Espíritu de Fuego  Rei: (Espíritu) (Hi: Fuego; no: de)
- Cumpleaños: 17 de abril de 1978
- Signo zodiacal: Aries
- Grupo Sanguíneo: AB
- Altura: 1.57
- Color favorito: Rojo
- Comida favorita: Fugu (Pez globo)
- Comida que menos le gusta: Espárragos en conserva
- Materia favorita: Escritura antigua
- Materia que menos le gusta: Sociedad Moderna
- Deporte favorito: Arco
- Pasatiempos: Leer el futuro
- Tiene facilidad para: Sentir cosas
- Un sueño: Ser cantante (solo en el anime)/ Ser sacerdotisa (solo en el manga)
- Piedra: Rubí
- Elemento: Fuego